# Llista de topònims de Sarral
Llista de topònims (noms propis de lloc) del municipi de Sarral, a la Conca de Barberà
Informació actualitzada per un bot. Els canvis manuals es perdran quan s'actualitzi!

## casa
| imatge | Nom          | Ubicat a | instància de | Detalls                                                                  | coordenades | Protecció                                  | Commons (més fotos)  | Dades a WD                    |
| ------ | ------------ | -------- | ------------ | ------------------------------------------------------------------------ | --- | ------------------------------------------ | -------------------- | ----------------------------- |
|        | Ca l'Isidre  | Sarral   | casa         | Estil: arquitectura popular                                              | | bé integrant del patrimoni cultural català |                      | Modifica les dades a Wikidata |
|        | Can Palau    | Sarral   | casa         | Estil: arquitectura eclèctica                                            | 41° 26′ 38″ N, 1° 14′ 55″ E / 41.443889°N,1.248711°E                                                                            | bé integrant del patrimoni cultural català |                      | Modifica les dades a Wikidata |
|        | Can Pallarés | Sarral   | casa         | Estil: arquitectura popular                                              | 41° 26′ 37″ N, 1° 14′ 55″ E / 41.443728°N,1.248612°E                                                                            | bé integrant del patrimoni cultural català |                      | Modifica les dades a Wikidata |
|        | Casa Anguera | Sarral   | casa         | Estil: arquitectura gòtica arquitectura del Renaixement                  | 41° 26′ 42″ N, 1° 14′ 52″ E / 41.445038°N,1.247707°E                                                                            | bé integrant del patrimoni cultural català |                      | Modifica les dades a Wikidata |
|        | can Garrofa  | Sarral   | casa         | Arquitecte: Cèsar Martinell i Brunet Estil: arquitectura modernista 1926 | 41° 26′ 44″ N, 1° 14′ 49″ E / 41.445555555556°N,1.2469444444444°E ca:passeig VIIIè Centenari, 38 / carrer Verdaguer, 2 464 msnm | bé integrant del patrimoni cultural català | Can Garrofa (Sarral) | Modifica les dades a Wikidata |

## cova
| imatge | Nom               | Ubicat a | instància de | Detalls | coordenades                                                         | Protecció | Commons (més fotos) | Dades a WD                    |
| ------ | ----------------- | -------- | ------------ | ------- | ------------------------------------------------------------------- | --------- | ------------------- | ----------------------------- |
|        | Cova Cativera     | Sarral   | cova         |         | 41° 25′ 49″ N, 1° 18′ 04″ E / 41.4303641835195°N,1.30118755490241°E |           |                     | Modifica les dades a Wikidata |
|        | cova del Cano     | Sarral   | cova         |         | 41° 26′ 41″ N, 1° 17′ 57″ E / 41.4446457623119°N,1.29911518649935°E |           |                     | Modifica les dades a Wikidata |
|        | cova del Pa Blanc | Sarral   | cova         |         | 41° 27′ 02″ N, 1° 17′ 11″ E / 41.4506362003873°N,1.28642437927714°E |           |                     | Modifica les dades a Wikidata |
|        | cova del Potau    | Sarral   | cova         |         | 41° 27′ 02″ N, 1° 17′ 11″ E / 41.4506362003873°N,1.28642437927714°E |           |                     | Modifica les dades a Wikidata |

## curs d'aigua
| imatge | Nom                         | Ubicat a                                  | instància de | Detalls                           | coordenades                                                                                              | Protecció | Commons (més fotos) | Dades a WD                    |
| ------ | --------------------------- | ----------------------------------------- | ------------ | --------------------------------- | --- | --------- | ------------------- | ----------------------------- |
|        | Anguera                     | Sarral Barberà de la Conca Pira Montblanc | curs d'aigua | Desemboca: Francolí Llarg: 17.7km | 41° 26′ 48″ N, 1° 19′ 10″ E / 41.446774°N,1.319347°E 41° 22′ 00″ N, 1° 10′ 54″ E / 41.366528°N,1.18168°E |           | Riu Anguera         | Modifica les dades a Wikidata |
|        | barranc de la Cova Cativera | Sarral                                    | curs d'aigua | Llarg: 2km                        | 41° 25′ 43″ N, 1° 17′ 16″ E / 41.4285°N,1.28791°E                                                        |           |                     | Modifica les dades a Wikidata |

## edifici
| imatge | Nom                                          | Ubicat a | instància de | Detalls                                                   | coordenades                                                                            | Protecció                                  | Commons (més fotos)         | Dades a WD                    |
| ------ | -------------------------------------------- | -------- | ------------ | --------------------------------------------------------- | -------------------------------------------------------------------------------------- | ------------------------------------------ | --------------------------- | ----------------------------- |
|        | Celler del Sindicat de Vinicultors de Sarral | Sarral   | edifici      | Arquitecte: Pere Domènech i Roura Estil: noucentisme 1914 | 41° 26′ 46″ N, 1° 14′ 48″ E / 41.446201°N,1.246647°E ca:avinguda de la Conca, 33       | bé integrant del patrimoni cultural català | Celler Cooperatiu de Sarral | Modifica les dades a Wikidata |
|        | Sindicat Agrícola de Sarral                  | Sarral   | edifici      | Estil: noucentisme 1913                                   | 41° 26′ 37″ N, 1° 14′ 56″ E / 41.443588°N,1.248992°E ca:Raval de Sant Joan, 5 455 msnm | bé integrant del patrimoni cultural català | Sindicat Agrícola de Sarral | Modifica les dades a Wikidata |
|        | el Cogull                                    | Sarral   | edifici      |                                                           |                                                                                        |                                            |                             | Modifica les dades a Wikidata |

## entitat singular de població
| imatge | Nom                  | Ubicat a | instància de                                   | Detalls  | coordenades | Protecció | Commons (més fotos)  | Dades a WD                    |
| ------ | -------------------- | -------- | ---------------------------------------------- | -------- | --- | --------- | -------------------- | ----------------------------- |
|        | Montbrió de la Marca | Sarral   | entitat singular de població                   | 21 hab   | 41° 27′ 48″ N, 1° 17′ 48″ E / 41.46337222°N,1.29662778°E ca:Ctra. 2333, desviació de la ctra. de Sarral a Santa Coloma de Queralt 626 msnm |           | Montbrió de la Marca | Modifica les dades a Wikidata |
|        | Sarral               | Sarral   | entitat singular de població capital municipal | 1543 hab | 41° 26′ 43″ N, 1° 14′ 54″ E / 41.44533838°N,1.24835071°E 466 msnm                                                                          |           |                      | Modifica les dades a Wikidata |
|        | Vallverd de Queralt  | Sarral   | entitat singular de població                   | 24 hab   | 41° 28′ 47″ N, 1° 18′ 54″ E / 41.47970833°N,1.31498056°E 642 msnm                                                                          |           | Vallverd de Queralt  | Modifica les dades a Wikidata |

## església
| imatge | Nom                      | Ubicat a | instància de | Detalls                                   | coordenades                                                                       | Protecció                                  | Commons (més fotos)    | Dades a WD                    |
| ------ | ------------------------ | -------- | ------------ | ----------------------------------------- | --------------------------------------------------------------------------------- | ------------------------------------------ | ---------------------- | ----------------------------- |
|        | Sant Joan de Vallverd    | Sarral   | església     |                                           | 41° 28′ 49″ N, 1° 18′ 55″ E / 41.4801982617195°N,1.31514521740462°E 628 msnm      |                                            | Sant Joan de Vallverd  | Modifica les dades a Wikidata |
|        | Sant Pere d'Anguera      | Sarral   | església     | Estil: arquitectura romànica 12nd century | 41° 25′ 36″ N, 1° 15′ 21″ E / 41.426723°N,1.255786°E ca:Anguera 499 msnm          | bé integrant del patrimoni cultural català | Sant Pere d'Anguera    | Modifica les dades a Wikidata |
|        | Santa Maria de Sarral    | Sarral   | església     | Estil: barroc                             | 41° 26′ 41″ N, 1° 14′ 56″ E / 41.444721°N,1.249024°E                              | bé integrant del patrimoni cultural català | Santa Maria de Sarral  | Modifica les dades a Wikidata |
|        | ermita dels Sants Metges | Sarral   | església     | 20th century                              | 41° 26′ 25″ N, 1° 15′ 32″ E / 41.440212°N,1.258908°E ca:Camí de l'Ermita 501 msnm | bé integrant del patrimoni cultural català | Sants Metges de Sarral | Modifica les dades a Wikidata |

## font
| imatge | Nom                | Ubicat a | instància de | Detalls | coordenades                                                         | Protecció | Commons (més fotos) | Dades a WD                    |
| ------ | ------------------ | -------- | ------------ | ------- | ------------------------------------------------------------------- | --------- | ------------------- | ----------------------------- |
|        | font Voltada       | Sarral   | font         |         | 41° 27′ 38″ N, 1° 18′ 01″ E / 41.4606140580727°N,1.3002544502382°E  |           |                     | Modifica les dades a Wikidata |
|        | font del Calafo    | Sarral   | font         |         | 41° 25′ 56″ N, 1° 15′ 55″ E / 41.4322333082739°N,1.26529392284245°E |           |                     | Modifica les dades a Wikidata |
|        | font del Cisteller | Sarral   | font         |         | 41° 26′ 24″ N, 1° 17′ 40″ E / 41.439927967659°N,1.2943560639215°E   |           |                     | Modifica les dades a Wikidata |
|        | font del Codonyer  | Sarral   | font         |         | 41° 27′ 55″ N, 1° 18′ 20″ E / 41.465314578904°N,1.3056649613223°E   |           |                     | Modifica les dades a Wikidata |
|        | font del Pallarès  | Sarral   | font         |         | 41° 25′ 31″ N, 1° 15′ 21″ E / 41.4253444812314°N,1.25586787070818°E |           |                     | Modifica les dades a Wikidata |
|        | font del Planot    | Sarral   | font         |         | 41° 25′ 40″ N, 1° 15′ 30″ E / 41.4277974501006°N,1.25844700235124°E |           |                     | Modifica les dades a Wikidata |

## masia
| imatge | Nom                | Ubicat a | instància de | Detalls                     | coordenades                                                         | Protecció                                  | Commons (més fotos) | Dades a WD                    |
| ------ | ------------------ | -------- | ------------ | --------------------------- | ------------------------------------------------------------------- | ------------------------------------------ | ------------------- | ----------------------------- |
|        | Mas de l'Arassa    | Sarral   | masia        |                             | 41° 28′ 42″ N, 1° 18′ 31″ E / 41.4784437064015°N,1.30851961042113°E |                                            |                     | Modifica les dades a Wikidata |
|        | Mas del Cano       | Sarral   | masia        |                             | 41° 26′ 34″ N, 1° 17′ 55″ E / 41.4428282584905°N,1.29863597168488°E |                                            |                     | Modifica les dades a Wikidata |
|        | Mas del Cogul      | Sarral   | masia        | Estil: arquitectura popular | 41° 29′ 03″ N, 1° 18′ 28″ E / 41.484153°N,1.307732°E                | bé integrant del patrimoni cultural català | Mas del Cogul       | Modifica les dades a Wikidata |
|        | Mas del Nen        | Sarral   | masia        |                             | 41° 27′ 11″ N, 1° 13′ 17″ E / 41.453078764281°N,1.22127999178647°E  |                                            |                     | Modifica les dades a Wikidata |
|        | el Ciment del Cano | Sarral   | masia        |                             | 41° 26′ 56″ N, 1° 14′ 25″ E / 41.4488775694369°N,1.24034529104795°E |                                            |                     | Modifica les dades a Wikidata |
|        | el Maset           | Sarral   | masia        |                             | 41° 27′ 31″ N, 1° 16′ 20″ E / 41.458513575505°N,1.2723177252777°E   |                                            |                     | Modifica les dades a Wikidata |

## molí d'aigua
| imatge | Nom                   | Ubicat a | instància de | Detalls                                                  | coordenades                                                                 | Protecció                                  | Commons (més fotos) | Dades a WD                    |
| ------ | --------------------- | -------- | ------------ | -------------------------------------------------------- | --------------------------------------------------------------------------- | ------------------------------------------ | ------------------- | ----------------------------- |
|        | Molí de Vallet        | Sarral   | molí d'aigua | Estil: arquitectura popular                              | 41° 26′ 42″ N, 1° 14′ 59″ E / 41.445087°N,1.249705°E ca:Carrer de Targa, 34 | bé integrant del patrimoni cultural català |                     | Modifica les dades a Wikidata |
|        | Molí de l'Anguera     | Sarral   | molí d'aigua | Estil: arquitectura popular                              |                                                                             | bé integrant del patrimoni cultural català |                     | Modifica les dades a Wikidata |
|        | Molí del Bonet        | Sarral   | molí d'aigua | Estil: arquitectura popular                              | 41° 28′ 06″ N, 1° 16′ 36″ E / 41.46835°N,1.27658°E                          | bé integrant del patrimoni cultural català |                     | Modifica les dades a Wikidata |
|        | Molí del Cano         | Sarral   | molí d'aigua | Estil: arquitectura popular                              |                                                                             | bé integrant del patrimoni cultural català |                     | Modifica les dades a Wikidata |
|        | Molí del Maxull       | Sarral   | molí d'aigua | Estil: arquitectura popular                              |                                                                             | bé integrant del patrimoni cultural català |                     | Modifica les dades a Wikidata |
|        | Molí del Miquel Farre | Sarral   | molí d'aigua | Estil: arquitectura popular                              |                                                                             | bé integrant del patrimoni cultural català |                     | Modifica les dades a Wikidata |
|        | Molí del Puig         | Sarral   | molí d'aigua | Estil: arquitectura popular Estat: enderrocat o destruït |                                                                             | bé integrant del patrimoni cultural català |                     | Modifica les dades a Wikidata |
|        | Molí del Solanes      | Sarral   | molí d'aigua | Estil: arquitectura popular                              |                                                                             | bé integrant del patrimoni cultural català |                     | Modifica les dades a Wikidata |
|        | Molí del Temple       | Sarral   | molí d'aigua |                                                          | 41° 27′ 23″ N, 1° 15′ 55″ E / 41.456351°N,1.265251°E                        | bé integrant del patrimoni cultural català |                     | Modifica les dades a Wikidata |

## muntanya
| imatge | Nom                | Ubicat a                                  | instància de | Detalls | coordenades                                                         | Protecció | Commons (més fotos) | Dades a WD                    |
| ------ | ------------------ | ----------------------------------------- | ------------ | ------- | ------------------------------------------------------------------- | --------- | ------------------- | ----------------------------- |
|        | Muntanya de Conill | Cabra del Camp Sarral Barberà de la Conca | muntanya     |         | 41° 24′ 53″ N, 1° 16′ 45″ E / 41.4148°N,1.2793°E 694.1 msnm         |           |                     | Modifica les dades a Wikidata |
|        | Puig de Gaigs      | Sarral Pontils                            | muntanya     |         | 41° 27′ 41″ N, 1° 19′ 24″ E / 41.46126944°N,1.32332778°E 839.4 msnm |           |                     | Modifica les dades a Wikidata |
|        | Rocacorba          | Sarral                                    | muntanya     |         | 41° 27′ 24″ N, 1° 15′ 29″ E / 41.45654722°N,1.25797222°E 563.5 msnm |           |                     | Modifica les dades a Wikidata |
|        | Tossal d'en Bonet  | Sarral                                    | muntanya     |         | 41° 26′ 57″ N, 1° 13′ 42″ E / 41.4491°N,1.22837778°E 515.5 msnm     |           |                     | Modifica les dades a Wikidata |
|        | el Muntet de Blat  | Sarral                                    | muntanya     |         | 41° 25′ 44″ N, 1° 16′ 28″ E / 41.42883056°N,1.27453611°E 654.5 msnm |           |                     | Modifica les dades a Wikidata |
|        | el Tossal          | Sarral                                    | muntanya     |         | 41° 27′ 41″ N, 1° 17′ 28″ E / 41.46151944°N,1.29098889°E 613.4 msnm |           |                     | Modifica les dades a Wikidata |

## pont
| imatge | Nom                              | Ubicat a | instància de | Detalls                                       | coordenades                                                                                    | Protecció                                  | Commons (més fotos) | Dades a WD                    |
| ------ | -------------------------------- | -------- | ------------ | --------------------------------------------- | ---------------------------------------------------------------------------------------------- | ------------------------------------------ | ------------------- | ----------------------------- |
|        | Pont d'Anguera                   | Sarral   | pont         | Estil: arquitectura popular Travessa: Anguera | 41° 25′ 37″ N, 1° 15′ 24″ E / 41.427013°N,1.256623°E ca:Ctra. 2311, de Sarral a Cabra 486 msnm | bé integrant del patrimoni cultural català | Pont d'Anguera      | Modifica les dades a Wikidata |
|        | Pont de l'antic camí a Solivella | Sarral   | pont         | Estil: arquitectura popular                   | 41° 26′ 51″ N, 1° 14′ 05″ E / 41.447462°N,1.234653°E                                           | bé integrant del patrimoni cultural català |                     | Modifica les dades a Wikidata |
|        | Pont de la Salada                | Sarral   | pont         | Estil: arquitectura popular                   | 41° 27′ 05″ N, 1° 14′ 16″ E / 41.451448°N,1.237906°E                                           | bé integrant del patrimoni cultural català |                     | Modifica les dades a Wikidata |
|        | Pont del Gorg d'en Blanc         | Sarral   | pont         |                                               | 41° 26′ 36″ N, 1° 14′ 05″ E / 41.4431974187474°N,1.23468126860293°E                            |                                            |                     | Modifica les dades a Wikidata |
|        | Pont dels Arbres                 | Sarral   | pont         |                                               | 41° 27′ 20″ N, 1° 15′ 58″ E / 41.4556549970248°N,1.26611851485573°E                            |                                            |                     | Modifica les dades a Wikidata |
|        | el Pontet                        | Sarral   | pont         |                                               | 41° 26′ 31″ N, 1° 13′ 43″ E / 41.4419765275923°N,1.22850193966057°E                            |                                            |                     | Modifica les dades a Wikidata |

## Misc
| imatge | Nom                               | Ubicat a                           | instància de       | Detalls                                  | coordenades                                                                    | Protecció                                  | Commons (més fotos)                        | Dades a WD                    |
| ------ | --------------------------------- | ---------------------------------- | ------------------ | ---------------------------------------- | ------------------------------------------------------------------------------ | ------------------------------------------ | ------------------------------------------ | ----------------------------- |
|        | Anguera (despoblat)               | Sarral                             | despoblat          |                                          |                                                                                |                                            |                                            | Modifica les dades a Wikidata |
|        | Aqüeducte a Rocafort de Queralt   | Sarral                             | aqüeducte pont     | Estil: arquitectura popular              | 41° 29′ 05″ N, 1° 17′ 35″ E / 41.48473°N,1.29315°E                             | bé integrant del patrimoni cultural català |                                            | Modifica les dades a Wikidata |
|        | Capelleta de Sant Antoni de Pàdua | Sarral                             | capella            | Estil: arquitectura popular              | 41° 26′ 41″ N, 1° 14′ 52″ E / 41.444811°N,1.247865°E                           | bé integrant del patrimoni cultural català | Capelleta de Sant Antoni de Pàdua (Sarral) | Modifica les dades a Wikidata |
|        | Casa Rectoral de Sarral           | Sarral                             | rectoria           |                                          | 41° 26′ 40″ N, 1° 14′ 55″ E / 41.444431°N,1.248733°E                           | bé integrant del patrimoni cultural català |                                            | Modifica les dades a Wikidata |
|        | Granges del Ricard                | Sarral                             | granja             |                                          | 41° 26′ 10″ N, 1° 14′ 32″ E / 41.4360876588749°N,1.24211517772655°E            |                                            |                                            | Modifica les dades a Wikidata |
|        | Pla d'Anguera                     | Sarral Barberà de la Conca         | indret             |                                          | 41° 25′ 22″ N, 1° 14′ 15″ E / 41.4227°N,1.23755°E 460 msnm                     |                                            |                                            | Modifica les dades a Wikidata |
|        | Polígon industrial La Plana       | Sarral                             | polígon industrial |                                          | 41° 26′ 38″ N, 1° 14′ 25″ E / 41.4439595799048°N,1.24033455794255°E            |                                            |                                            | Modifica les dades a Wikidata |
|        | Serra de Comaverd                 | el Pont d'Armentera Pontils Sarral | serra              |                                          | 41° 26′ 28″ N, 1° 18′ 53″ E / 41.44118056°N,1.31478611°E 881 msnm              |                                            |                                            | Modifica les dades a Wikidata |
|        | carrer dels Jueus                 | Sarral                             | carrer             | Estil: arquitectura popular 13rd century | 41° 26′ 38″ N, 1° 14′ 55″ E / 41.443978°N,1.248627°E ca:C. dels Jueus 459 msnm | bé integrant del patrimoni cultural català | Carrer dels Jueus (Sarral)                 | Modifica les dades a Wikidata |
|        | casa consistorial de Sarral       | Sarral                             | casa consistorial  |                                          | 41° 26′ 39″ N, 1° 14′ 56″ E / 41.4442428°N,1.2488871°E                         |                                            |                                            | Modifica les dades a Wikidata |
|        | creu de terme de Sant Bartomeu    | Sarral                             | creu de terme      | Estil: arquitectura del Renaixement      | 41° 26′ 41″ N, 1° 14′ 40″ E / 41.444784°N,1.244534°E                           | bé integrant del patrimoni cultural català | Creu de terme de Sarral                    | Modifica les dades a Wikidata |
|        | les Pallisses                     | Sarral                             | cabana             |                                          | 41° 27′ 42″ N, 1° 17′ 57″ E / 41.4615982327947°N,1.29919900929544°E            |                                            |                                            | Modifica les dades a Wikidata |
|        | presa romana de Sarral            | Sarral                             | ancient Roman dam  |                                          | 41° 26′ 52″ N, 1° 14′ 06″ E / 41.44765°N,1.235011°E                            | bé integrant del patrimoni cultural català |                                            | Modifica les dades a Wikidata |